# Panni (Einheit)
Panni ist ein finnisches Volumenmaß für Getreide. Das Maß war in den Landesregionen verschieden.
- Satakunta: 1 Panni = 24 Vakka = 95 Liter
  - Maßkette: 1 Puntälsti = 12 Punta = 72 Panni = 288 Panninnelikko = 1440 Kappa
- Karelien: 1 Panni = 3 Kylmit = 18 Vakka = 95 Liter
- Kanta-Häme: 1 Panni = 3 Kylmit = 18 Vakka = 131,8 Liter 
  - Maßkette Kanta-Häme und Karelien: 1 Puntälsti = 12 Punta = 72 Panni = 216 Kylmit = 1296 Vakka
- Ostrobothnia (region): 1 Panni = 4 Panninnelikko = 10 Vakka = 16 Kappa = 73,25 Liter 
  - Maßkette: 1 Puntälsti = 12 Punta = 96 Panni =384 Panninnelikko = 960 Vakka = 1536 Kappa
- Raseborg: 1 Panni = 20 Vakka = 95 Liter
  - Maßkette: 1 Puntälsti = 12 Punta = 72 Panni = 1440 Vakka
- Savonia: 1 Panni = 100,72 Liter
  - Maßkette: 1 Puntälsti = 12 Punta = 72 Panni = 144 Karp = 288 Panninnelikko = 432 Kolma = 1584 Kappa